# Красное (Ненецкий автономный округ)
Красное (нен. Красное) — посёлок в Заполярном районе Ненецкого автономного округа России, административный центр Приморско-Куйского сельсовета.

## История
Посёлок был основан в 1956 году.

## Население
| 2002 | 2010  | 2012  |
| ---- | ----- | ----- |
| 1566 | ↘1519 | ↗1625 |

| Народ                           | Численность, чел. | Доля от указавших национальность, % |
| ------------------------------- | ----------------- | ----------------------------------- |
| Ненцы                           | 802               | 53,5                                |
| Русские                         | 488               | 32,55                               |
| Коми                            | 178               | 11,88                               |
| Украинцы                        | 15                | 1                                   |
| Белорусы                        | 5                 | 0,33                                |
| Татары                          | 4                 | 0,27                                |
| Таджики                         | 4                 | 0,27                                |
| Марийцы                         | 3                 | 0,2                                 |
| Всего, указавших национальность | 1.499             | 100 %                               |
| Национальность не указана       | 21                |                                     |

## География
Посёлок расположен на правом берегу реки Красная, которая в этом месте соединяется с протокой реки Печора — Куйский Шар, в 16 км от места впадения Куйского Шара в основное русло реки Печора. Расстояние по реке Печора до Нарьян-Мара — 33 км.

## Экономика
Основное занятие населения — оленеводство. База СПК «Харп» («Северное сияние») и СПК «Ерв» («Хозяин»).

## Транспорт
Поселок соединен с Нарьян-Маром грунтовой автомобильной дорогой протяжённостью 41 км. Сообщение круглогодичное, за исключением периода в две недели, когда мост через реку Куя, разбирается на период паводка. В посёлке имеется вертолётная площадка. Грузы доставляются из Нарьян-Мара по автомобильной дороге, а также в период навигации по реке Печора. С 1 февраля 2019 года выполняются регулярные пассажирские перевозки по автобусному маршруту № 101 «Рабочий посёлок Искателей — посёлок Красное».

## Инфраструктура
Средняя общеобразовательная школа, интернат, амбулатория, детский сад, дом культуры, магазины, электростанция. Посёлок полностью газифицирован. Природный газ поступает от Василковского газоконденсатного месторождения.